# Evan Parke
Pour les articles homonymes, voir Parke.
Evan Dexter Parke est un acteur jamaïcain né le 2 janvier 1968 à Kingston. 
Il a joué dans de nombreux films à succès comme L'Œuvre de Dieu, la part du Diable de Lasse Hallström, La Planète des singes de Tim Burton, King Kong de Peter Jackson ou Django Unchained de Quentin Tarantino mais également dans des séries télévisées comme Alias ou Médium, ou des téléfilms comme Le Sang du frère.
Il joue dans la saison 1 de la série Cameron Black : l'illusionniste et il a joué aussi dans le film Au cœur du haras où il fait le contremaître d'un ranch. 
Il est aussi l'acteur qui joue Luther dans le jeu vidéo "Detroit : Become Human".